# Worton (North Yorkshire)
Worton è un villaggio del distretto Richmondshire nella contea del North Yorkshire, Yorkshire e Humber dell'Inghilterra, Regno Unito.

## Geografia

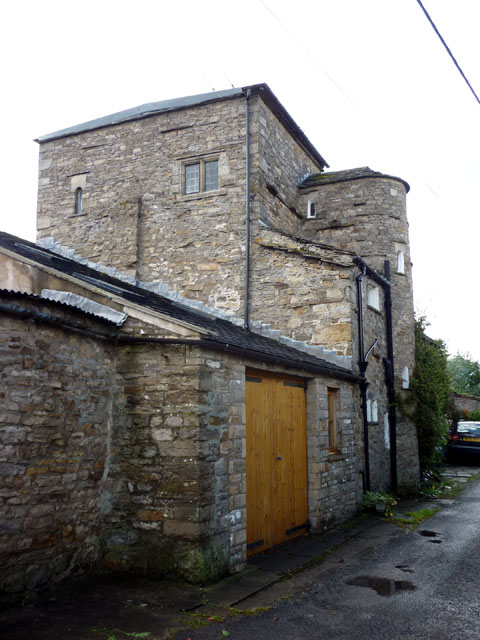
Worton Hall

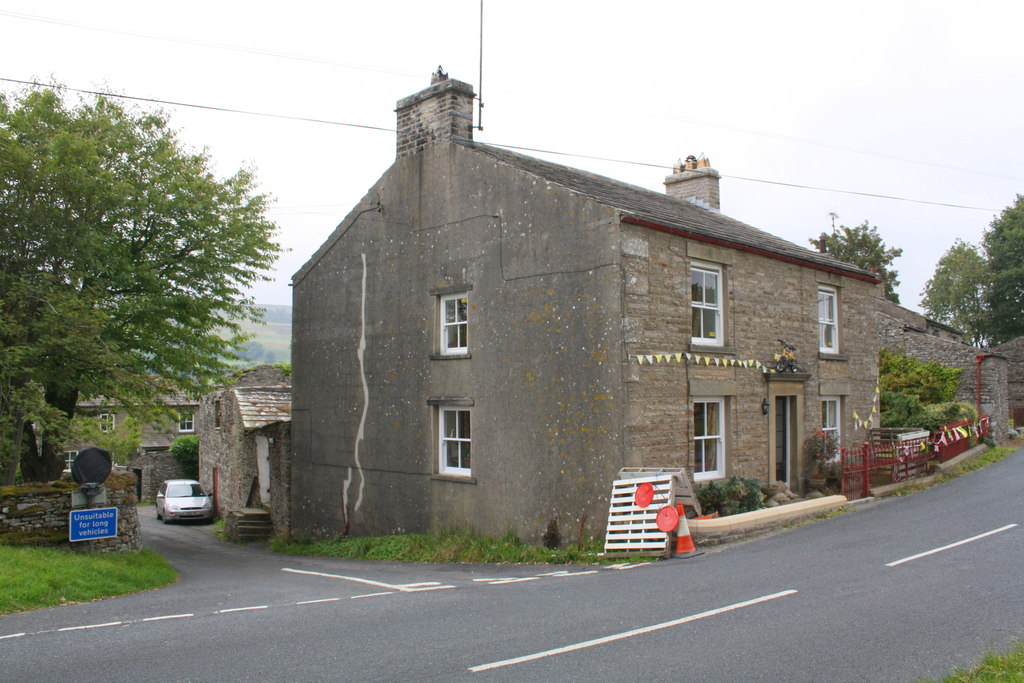
Manor House

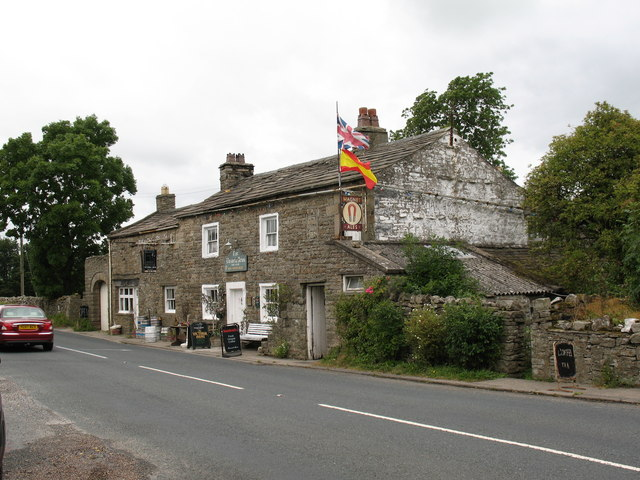
Victoria Arms

Worton è un villaggio che si trova a circa un miglio ad est di Bainbridge nello Yorkshire Dales del North Yorkshire. Il suo territorio si trova nella vallata del Wensleydale, appena a sud del fiume Ure, ed è caratterizzato da diverse aree collinari.

## Storia
Il villaggio viene citato già dal Domesday Book nell'XI secolo. Il suo nome deriva dall'inglese antico wyrt-tūn, che significa giardino delle erbe o delle verdure.

## Monumenti e luoghi d'interesse
Nel territorio di Worton sono presenti vari edifici di interesse considerati monumenti classificati. Tra questi:
- Worton Hall. Si tratta di una grande casa di campagna restaurata alla fine del XX secolo che dal 25 marzo 1969 è considerata un monumento classificato di seconda categoria.[5]
- Manor House, all'ingresso del centro abitato, edificata Michael Smith che estrasse e trasportò la pietra utilizzata per costruirla. La casa risale al 1729 e dal 9 luglio 1986 è un monumento classificato di seconda categoria.[6]
- Victoria Arms, uno dei più antichi pub del territorio. Dal 25 marzo 1969 è un monumento classificato di seconda categoria.[7]